# Suzanne Hough
Suzanne Hough (ur. 8 czerwca 1966) – australijska lekkoatletka, sprinterka.
Medalistka mistrzostw kraju na różnych dystansach (bieg na 100 m, bieg na 200 m oraz bieg na 400 metrów). W 1987 reprezentowała Australię podczas Uniwersjady w Zagrzebiu, indywidualnie odpadła w biegach półfinałowych na 100 i 200 metrów, a w sztafeta 4 x 400 metrów z Hough w składzie zajęła 6. miejsce.
Jej mąż – Anthony był wieloboistą, a syn – Nicholas jest utalentowanym płotkarzem.